# 김동건 (프로게이머)
김동건(金東建, 1988년 11월 29일~ )은 대한민국의 전직 스타크래프트 프로게이머이자 현 오버워치 프로게임단 지도자로 현재 오버워치 리그의 토론토 디파이언트의 감독을 맡고 있다.

## 생애
대한민국 해병대 사병으로 복무한 그는 CuteAngel과 Prozean라는 아이디를 쓰며 인간본좌, 흑마술사 테란 , 롤러코스터 테란, 패왕, 잠동건 등의 별명을 가지고 있으며 종교는 천주교이며 바오로라는 세례명을 가지고 있다. 2004년부터 프로게이머 활동을 시작하였으며, 2005년 상반기 드래프트에서 삼성전자 칸의 4차 지명으로 입단하였다.
하지만 2009년에는 신한은행 프로리그 08-09 시즌에서 1승도 올리지 못하는 부진을 겪어야 했고, 결국 2009년 9월 21일, 삼성전자 칸에서 STX SouL로 이적한 뒤에, 프로리그에서 김택용을 잡는 등 선전을 펼치고 있다.
최근 신한은행 프로리그 10-11 3라운드에서 3킬을 기록하였다. 하지만 그 3킬 이후로는 거의 패배만 계속 기록, 급기야 위너스리그 종료 이후에는 로스터에서 말소되면서 5라운드에서는 모습을 볼 수 없게 되었다. 6월 로스터에는 복귀했으나 6라운드에선 한경기도 출전을 못했다.
그러다가 2011년 7월 20일, 은퇴하려는 의사를 밝혔다. 하지만 완전한 은퇴는 아니었고, FA대상자이기도 했다.

하지만 새로운 일에 도전하고 싶다면서 FA를 포기하였고, 2011년 8월 26일에 공식적으로 은퇴가 공시됐다.
2014년 12월 16일 첫번째 친정팀이었던 삼성 갤럭시의 코치로 영입되었다.
2016년 10월 삼성 갤럭시의 스타크래프트 II 종목 팀 해체로 무소속 신분이 되었다.
2018년 8월 29일 Gen.G의 오버워치 리그팀인 서울 다이너스티의 감독으로 부임했다.
이후 2019년 10월 26일부로 필라델피아 퓨전 감독으로 부임했다가 2020년 10월 25일 토론토 디파이언트의 감독으로 부임했다.

## 위화도 테란 사건
2008년 1월 25일, 박카스 스타리그 16강 D조 4경기. 당시 맵은 트로이. CJ 소속의 '캡틴' 박영민과의 경기에서 치즈러시를 감행하러 간 김동건, 그러나 박영민이 입구에 있던 어시밀레이터를 파괴하면서 박영민의 본진 입구에 가지 못한 김동건은 그대로 군대를 돌렸다.
이후 김동건은 드랍쉽으로 탱크를 실어 공격해서 성과를 거두긴 했지만 성과는 거기까지였다. 박영민의 견제로 자신의 병력이 모두 걷혔고, 이에 김동건은 골리앗을 양산했으나 엄청난 캐리어에 모두 녹아 버린다.
김동건은 클로킹 레이스라는 최후의 카드를 꺼내 들지만, 하필이면 스타포트 근처에 박영민의 옵저버가 있었다. 박영민이 이런 테란의 의도에 당할 리가 없었고, 결국 캐리어로 본진을 휩쓸면서 GG를 받아낸다.
일단, 박영민이 가스 채취소인 어시밀레이터가 파괴되면 입구가 좁아지면서 섬이 되어 버리는 트로이 맵의 특성으로 치즈러시를 막아버린 작전이 기가 막히게 먹혀든 경기였다.
반면에 김동건은 적군에 피해를 입히는 것은 고사하고 치즈러시 자체가 먹혀들지 못하는 굴욕을 당했다. 이를 두고 네티즌들은 "위화도 테란", "이성계 테란" 등의 별명과 동영상 등을 만들면서 회자했다.

## 주요 이력
- 2004년 안양시 청소년 스타크래프트 대회 우승
- 2004년 제5회 커리지 매치 입상
- 2004년 수원 게임 올림피아드 3위
- 2004년 iTV 고수를 이겨라 특별전 우승
- 2007년 EVER 스타리그 2007 16강
- 2008년 박카스 스타리그 2008 8강
- 2008년 EVER 스타리그 2008 1차 본선
- 2008년 아레나 MSL 2008 32강
- 2008년 클럽데이 온라인 MSL 16강
- 2008년 곰TV TG삼보-인텔 클래식 2008 시즌2 32강
- 2009년 로스트사가 MSL 2009 16강
- 2009년 EVER 스타리그 2009 36강
- 2010년 대한항공 스타리그 2010 Season 1 36강
- 2010년 박카스 스타리그 2010 36강